# Śirszasana

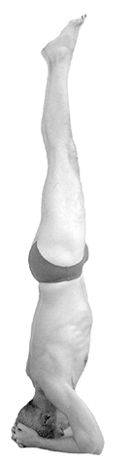
Śirszasana (Śīrṣāsana) – wariant podstawowy

Śirszasana (skr.dev. शीर्षासन; IAST: Śīrṣāsana, inaczej stanie na głowie) – jedna z kilku najważniejszych asan, czyli postaw hathajogi. Jest to pozycja odwrócona, w której stoi się na głowie, podpierając się ramionami.
W podstawowym wariancie śirszasany (salamba śirszasana) ciało jest całkowicie odwrócone (w porównaniu ze zwykłą postawą stojącą), ciężar ciała spoczywa niemal całkowicie na czubku głowy, dłonie są splecione z tyłu głowy, a łokcie pomagają w utrzymaniu równowagi (nie jest ich zadaniem utrzymywanie ciężaru ciała).
Praktyka stania na głowie powinna być kończona równie długą praktyką stania na barkach, gdyż bez tego może spowodować niekorzystne efekty uboczne.
Śirszasana ma kilkanaście wariantów, różniących się (nawet znacznie) stopniem trudności, dających ćwiczącemu nieco inne korzyści, a także pełniących nieco odmienne funkcje w cyklu ćwiczeń hathajogi.
Śirszasana nazywana jest królową asan.
Regularne ćwiczenie śirszasany działa korzystnie na mózg, zwiększa równowagę emocjonalną i dyscyplinę umysłu.

## Warianty i odmiany śirszasany
| Nazwa spolszczona                     | Opis                                                         | Linki zewnętrzne                                                |
| ------------------------------------- | ------------------------------------------------------------ | --------------------------------------------------------------- |
| Salamba śirszasana 1                  | Stanie na głowie 1 (wariant podstawowy – podparcie łokciami) | zdjęcie, wskazówki (ang.)                                       |
| Urdhva Dandasana                      | Stanie na głowie z nogami poziomo.                           | zdjęcie, wskazówki (ang.)                                       |
| Salamba śirszasana 2                  | Stanie na głowie 2 (podparcie na dłoniach)                   | zdjęcie, wskazówki (ang.)                                       |
| Salamba śirszasana 3                  | Stanie na głowie 3 (podparcie na przekręconych dłoniach)     | (a) zdjęcie, wskazówki (ang.) ; (b) 3 zdjęcia, mini-esej (ang.) |
| Baddha hasta śirszasana               | Stanie na głowie ze splecionymi rękami                       | (a) zdjęcie, wskazówki (ang.) ; (b) 2 zdjęcia, mini-esej (ang.) |
| Mukta hasta śirszasana                | Stanie na głowie z uwolnionymi dłońmi                        | zdjęcie, wskazówki (ang.)                                       |
| Parśva śirszasana                     | Stanie na głowie ze skrętem tułowia                          | zdjęcie, wskazówki (ang.)                                       |
| Parivryttaikapada śirszasana          | Stanie na głowie ze skrętem tułowia i wykrokiem              | zdjęcie, wskazówki (ang.)                                       |
| Eka pada śirszasana                   | Stanie na głowie z jedną nogą opuszczoną (do przodu)         | zdjęcie, wskazówki (ang.)                                       |
| Parśvaikapada śirszasana              | Stanie na głowie z jedną nogą opuszczoną (w bok)             | zdjęcie, wskazówki (ang.)                                       |
| Baddha konasana śirszasana            | Stanie na głowie z rozwartymi kolanami                       | zdjęcie, wskazówki (ang.)                                       |
| Upaviśtha konasana śirszasana         | Stanie na głowie z rozwartymi nogami                         | zdjęcie, wskazówki (ang.)                                       |
| Urdhva padmasana w śirszasanie        | Lotos w górę w staniu na głowie                              | 2 zdjęcia, mini-esej (ang.)                                     |
| Parśva urdhva padmasana w śirszasanie | Boczny lotos w górę w staniu na głowie                       | 2 zdjęcia, mini-esej (ang.)                                     |

## Galeria śirszasany

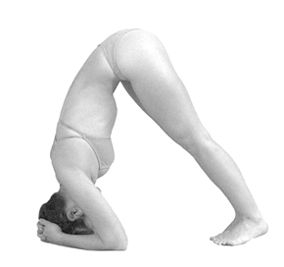
Przygotowanie do śirszasany
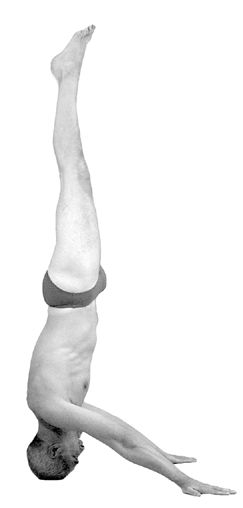
Śirszasana z innym ułożeniem ramion
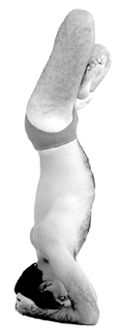
Śirszasana z nogami jak w pozycji lotosu